# Стивенсвил (Мичиген)
Стивенсвил (енгл. Stevensville) град је у америчкој савезној држави Мичиген.

## Демографија
По попису из 2010. године број становника је 1.142, што је 49 (-4,1%) становника мање него 2000. године.
| Група             | 2000.         | 2010.         |
| Белци             | 1.142 (95,9%) | 1.064 (93,2%) |
| Афроамериканци    | 15 (1,3%)     | 24 (2,1%)     |
| Азијати           | 9 (0,8%)      | 14 (1,2%)     |
| Хиспаноамериканци | 9 (0,8%)      | 27 (2,4%)     |
| Укупно            | 1.191         | 1.142         |